# Barry Mahon
Pour les articles homonymes, voir Mahon.
Barry Mahon est un réalisateur américain né le 5 février 1921 à Bakersfield (Californie) et décédé le 4 décembre 1999  à Las Vegas.

## Filmographie
- 1959 : Cuban Rebel Girls
- 1960 : Siempre en la arena
- 1960 : Violent Women
- 1960 : Morals Squad
- 1960 : Juke Box Racket
- 1961 : The Dead One (en)
- 1961 : Rocket Attack U.S.A. (en)
- 1961 : Pagan Island
- 1963 : Bunny Yeager's Nude Camera
- 1963 : She Should Have Stayed in Bed
- 1963 : 1000 Shapes of a Female
- 1963 : Hollywood Nudes Report
- 1964 : Bunny Yeager's Nude Las Vegas
- 1964 : The Adventures of Busty Brown
- 1965 : The Roommates
- 1965 : Nude Scrapbook
- 1965 : Music to Strip By
- 1965 : International Smorgas-Broad
- 1965 : Hot Skin, Cold Cash
- 1965 : Crazy Wild and Crazy
- 1965 : The Art School for Nudists
- 1965 : The Girl with the Magic Box
- 1965 : Censored
- 1965 : The Beast That Killed Women
- 1965 : Nudes Inc.
- 1965 : Naughty Nudes
- 1965 : Confessions of a Bad Girl
- 1965 : Nudes on Tiger Reef
- 1966 : P.P.S. - Prostitutes Protective Society
- 1966 : The Love Cult
- 1966 : Double Trouble
- 1967 : Sex Club International
- 1967 : Fanny Hill Meets Dr. Erotico
- 1967 : A Good Time with a Bad Girl
- 1967 : Run Swinger Run!
- 1967 : Sin in the City
- 1967 : The Sex Killer
- 1967 : Fanny Hill Meets Lady Chatterley
- 1967 : I Was a Man
- 1968 : The Warm Warm Bed
- 1968 : The Diary of Knockers McCalla
- 1968 : Prowl Girls
- 1968 : Forbidden Flesh
- 1968 : Fanny Hill Meets the Red Baron
- 1969 : The Wonderful Land of Oz
- 1970 : Thumbelina
- 1970 : Musical Mutiny
- 1970 : Jack and the Beanstalk
- 1970 : The Love Pirate
- 1972 : Santa and the Ice Cream Bunny